# 颜永盛
颜永盛（1943年12月—），湖南华容人。1971年5月加入中国共产党，湖南农学院（今湖南农业大学）农学系农学专业毕业。中华人民共和国政治人物。

## 生平
历任湖南省安乡县副县长、县委常委、副书记、书记，澧县县委书记，常德地区行署副专员，常德市副市长、市委常委，零陵地委副书记、行署专员，衡阳市委书记等职。1998年1月当选第九届湖南省人民代表大会常务委员会副主任，2003年1月连任，2008年1月卸任，2010年2月正式退休。